# دلفین‌خانه

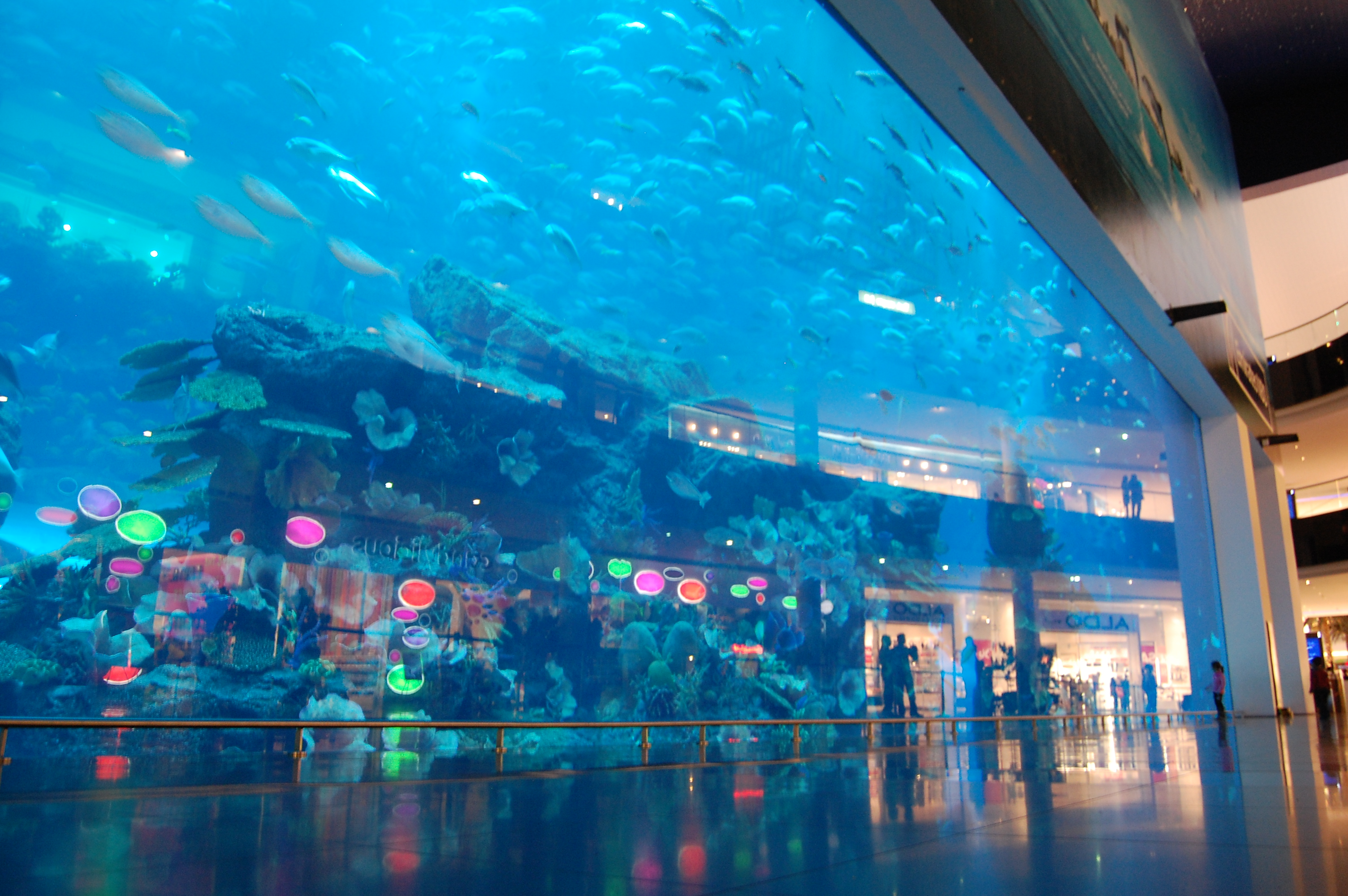

دلفین‌خانه یا دلفیناریوم (انگلیسی: Dolphinarium) یک آکواریوم عمومی برای دلفین‌ها است که برای نگهداری و آموزش دلفین‌ها به‌منظور اجرای نمایش و سرگرم کردن مردم استفاده می‌شود.